# Luis Peña
Luis Peña Illescas (* 20. Juni 1918 in Santander, Kantabrien; † 29. März 1977 in Madrid) war ein spanischer Schauspieler.

## Leben
Peña war der Sohn des Schauspielerehepaares Eugenia Illescas und Luís Peña Sánchez, mit dem er in den Darstellerangaben zu Filmen der 1930er Jahre oft verwechselt wird. Seine erste Filmrolle spielte er im spanischen Toda una vida, der in Joinville bei Paris vom chilenischen Regisseur Adelqui Millar gedreht wurde.
In den 1940er Jahren wurde er zu einem der großen Stars des spanischen Kinos. Die Operette El rey que se rabió stellte seinen Durchbruch dar, den er mit Boy bestätigte und dann in zahlreichen romantischen Dramen, Kriegsfilmen und Komödien festigen konnte. 1946 heiratete er seine Partnerin Luchy Soto, mit deren elterlicher Theatergruppe er auch auf Tourneen ging, bevor er seine eigene begründete.
Im folgenden Jahrzehnt erweiterte er die Bandbreite seiner Charaktere, da er nicht mehr als jugendlicher Held engagiert wurde, und konnte so komplexere, vielschichtigere Rollen darstellen. 1957 erhielt er den Premio del Sindicato Nacional del Espectáculo; in den 1960ern arbeitete er viel auf der Bühne und für TVE, das spanische Fernsehen; auch in der Blütezeit des europäischen Genrekinos war er nun gefragter Charakterdarsteller bis zu seinem Tod im Jahr 1977.
Seine Tochter Lucía Peña Soto (* 1963) ist ebenfalls Schauspielerin.

## Filme (Auswahl)
- 1956: Gefangene der Hölle (Embajadores en el infierno)
- 1956: Hauptstraße (Calle Mayor)
- 1957: Brennpunkt Tanger (Agguato a Tangeri)
- 1957: Die letzte Chance (La mina)
- 1957: Sag es mit Musik (Quiéreme con musica)
- 1957: Der Tag der Verdammten (Amanecer en Puerta Oscura)
- 1962: FBI… es war Mord (A hierro muere)
- 1964: Due mafiosi nel Far West
- 1965: Zwei Trottel gegen Goldfinger (2 mafiosi contro Goldfinger)
- 1966: Rembrandt 7 antwortet nicht
- 1970: Garten der Lüste (El jardín de las delicias)
- 1974: Cousine Angélica (La prima Angélica)